# Miss Universo Emiratos Árabes Unidos
Miss Universo Emiratos Árabes Unidos (en inglés: Miss Universe United Arab Emirates) es un concurso de belleza nacional en Emiratos Árabes Unidos. Se encarga de seleccionar a la representante del país para el concurso Miss Universo.

## Historia
El concurso Miss Universo Emiratos Árabes Unidos se anunció oficialmente el 7 de octubre de 2021, durante una rueda de prensa en Dubái. Se suponía que la edición inaugural se llevaría a cabo el 7 de noviembre, y su ganadora haría el debut de la nación en Miss Universo 2021, pero el concurso fue cancelado.
En septiembre de 2024, un nuevo equipo asumió la licencia liderado por la ex directora nacional de Miss Universo Indonesia, Poppy Capella.

## Ganadoras
| Año  | Emirato | Miss Universo Emiratos Árabes Unidos | Posición en Miss Universo | Premios especiales | Notas                       |
| ---- | ------- | ------------------------------------ | ------------------------- | ------------------ | --------------------------- |
| 2024 | Dubái   | Emilia Dobreva                       | No clasificó              |                    | Dirección de Poppy Capella. |